# Guignemicourt
 Guignemicourt  es una población y comuna francesa, en la región de Picardía, departamento de Somme, en el distrito de Amiens y cantón de Molliens-Dreuil.

## Demografía
| 205 | 201 | 187 | 216 | 250 | 245 |
| Para los censos de 1962 a 1999 la población legal corresponde a la población sin duplicidades (Fuente: INSEE [Consultar]) |     |     |     |     |     |